# Totteridge
 (février 2025).
 (février 2025).
Si vous disposez d'ouvrages ou d'articles de référence ou si vous connaissez des sites web de qualité traitant du thème abordé ici, merci de compléter l'article en donnant les références utiles à sa vérifiabilité et en les liant à la section « Notes et références ».
Totteridge est un ancien village (historiquement dans le Hertfordshire), aujourd’hui un quartier résidentiel du London Borough of Barnet, en Angleterre. Il s’agit d’un mélange de développement suburbain et de terres ouvertes (y compris quelques terres agricoles) situé à 8,20 miles (13,05 km) au nord nord-ouest de Charing Cross. Il fait partie du district postal de Whetstone (N20), et s’agit d’une zone aisée, où vivent de nombreuses célébrités et autres personnes fortunées.